# Gentilés de France K
Pour un article plus général, voir Gentilés de France.
Gentilés des communes françaises par ordre alphabétique
- A
- B
- C
- D
- E
- F
- G
- H
- I
- J
- K
- L
- M
- N
- O
- P
- Q
- R
- S
- T
- U
- V
- W
- X
- Y
- Z

La lettre K ne s'employant guère en français, les toponymes ayant cette lettre initiale sont surtout situés dans des régions où l'on a parle des langues autres que la langue d'oïl ou la langue d'oc. Près de Paris, Le Kremlin perpétue le  souvenir des guerres de Napoléon. 
- Killem, commune située dans le département du Nord (59) et la région Nord-Pas-de-Calais : Killemois
- Koné, commune située en Nouvelle-Calédonie : Konéens
- Koumac, commune située en Nouvelle-Calédonie : Koumacois
- Le Kremlin-Bicêtre,  commune située dans le département du  Val-de-Marne (94) et la région Île-de-France : Kremlinois

## Pour approfondir